# Államok vezetőinek listája 1878-ban
Ezen az oldalon az 1878-ban fennálló államok vezetőinek névsora olvasható földrészek, majd országok szerinti bontásban.

## Európa
- Andorra (parlamentáris társhercegség)
  - Társhercegek
    - Francia társherceg – Patrice de Mac-Mahon (1873–1879), lista
    - Episzkopális társherceg – Josep Caixal i Estradé (1853–1879), lista
- Belgium (monarchia)
  - Uralkodó – II. Lipót király (1865–1909)
  - Kormányfő –
    1. Jules Malou (1871–1878)
    2. Walthère Frère-Orban (1878–1884), lista
- Dánia (monarchia)
  - Uralkodó – IX. Keresztély király (1863–1906)
  - Kormányfő – Jacob Brønnum Scavenius Estrup (1875–1894), lista
- Egyesült Királyság (parlamentáris monarchia)
  - Uralkodó – Viktória Nagy-Britannia királynője (1837–1901)
  - Kormányfő – Benjamin Disraeli (1874–1880), lista
- Franciaország (köztársaság)
  - Államfő – Patrice de Mac-Mahon (1873–1879), lista
  - Kormányfő – Jules Dufaure (1877–1879), lista
- Görögország (monarchia)
  - Uralkodó – I. György király (1863–1913)
  - Kormányfő –
    1. Aléxandrosz Kumundúrosz (1876–1878)
    2. Epameinóndasz Delijórgisz (1878)
    3. Aléxandrosz Kumundúrosz (1878)
    4. Konsztantínosz Kanárisz (1878)
    5. Aléxandrosz Kumundúrosz (1878–1880), lista
- Hollandia (monarchia)
  - Uralkodó – III. Vilmos király (1849–1890)
  - Kormányfő – Jan Kappeyne van de Coppello (1877–1879), lista
- Liechtenstein (parlamentáris monarchia)
  - Uralkodó – II. János herceg (1859–1929)
- Luxemburg (monarchia)
  - Uralkodó – III. Vilmos nagyherceg (1849–1890)
  - Kormányfő – Félix de Blochausen (1874–1885), lista
- Monaco (monarchia)
  - Uralkodó – III. Károly herceg (1856–1989)
- Montenegró (monarchia)
  - Uralkodó – I. Miklós király (1860–1918)
- Német Birodalom (monarchia)
  - Uralkodó – I. Vilmos császár (1871–1888)
  - Kancellár – Otto von Bismarck (1871–1890), lista
- Olasz Királyság (monarchia)
  - Uralkodó –
    1. II. Viktor Emánuel király (1861–1878)
    2. I. Umbertó király (1878–1900)

  - Kormányfő –
    1. Agostino Depretis (1876–1878)
    2. Benedetto Cairoli (1878)
    3. Agostino Depretis (1878–1879), lista
- Orosz Birodalom (monarchia)
  - Uralkodó – II. Sándor cár (1855–1881)
- Osztrák–Magyar Monarchia (monarchia)
  - Uralkodó – I. Ferenc József király (1848–1916)
  - Kormányfő –
    - Osztrák Császárság – Adolf von Auersperg (1871–1879), lista
    - Magyar Királyság – Tisza Kálmán (1875–1890), lista
- Pápai állam (abszolút monarchia)
  - Uralkodó –
    1. IX. Piusz pápa (1846–1878)
    2. XIII. Leó pápa (1878–1903)
- Portugália (monarchia)
  - Uralkodó – I. Népszerű Lajos király (1861–1889)
  - Kormányfő –
    1. António José de Ávila (1877–1878)
    2. Fontes Pereira de Melo (1878–1879), lista
- Román Királyság (monarchia)
  - Uralkodó – I. Károly király (1866–1914)
  - Kormányfő – Ion Brătianu (1876–1881), lista
- San Marino (köztársaság)
  - San Marino régenskapitányai
- Spanyolország (monarchia)
  - Uralkodó – XII. Alfonz király (1874–1886)
  - Kormányfő – Antonio Cánovas del Castillo (1875–1879), lista
- Svájc (konföderáció)
  - Szövetségi Tanács:[1]
  - Karl Schenk (1863–1895), elnök, Emil Welti (1866–1891), Johann Jakob Scherer (1872–1878), Fridolin Anderwert (1875–1880), Numa Droz (1875–1892), Bernhard Hammer (1875–1890), Simeon Bavier (1878–1883)
- Svédország (parlamentáris monarchia)
- Norvégia és Svédország perszonálunióban álltak.
  - Uralkodó – II. Oszkár király (1872–1907)
  - Kormányfő – Louis Gerhard De Geer (1876–1880), lista
- Szerb Fejedelemség (monarchia)
  - Uralkodó – I. Milán király (1868–1889)
  - Kormányfő –
    1. Stevča Mihailović (1876–1878)
    2. Jovan Ristić (1878–1880), lista

## Afrika
- Asanti Birodalom (monarchia)
  - Uralkodó – Mensa Bonsu (1874–1883), Asantehene (1884–1887)
- Benini Királyság (monarchia)
  - Uralkodó – Adolo király (1848–1888)
- Etiópia (monarchia)
  - Uralkodó – IV. János császár (1871–1889)
- Futa-Dzsalon (moszlim teokrácia)
  - Uralkodó – Almany Almadou (1873–1896)
- Kaffa Királyság (monarchia)
  - Uralkodó – Gali Serocso császár (1870–1890)
- Kanói Emírség (monarchia)
  - Uralkodó – Abdullah (1855–1883)
- Libéria (köztársaság)
  - Államfő –
    1. James Spriggs-Payne (1876–1878)
    2. Anthony W. Gardiner (1878–1883), lista
- Marokkó (monarchia)
  - Uralkodó – I. Haszan szultán (1873–1894)
- Mohéli (Mwali) (monarchia)
  - Uralkodó –
    1. Dzsombe Szudi királynő (1874–1878)
    2. II. Abdul Rahman király (1878–1885)
- Oranje Szabadállam (köztársaság)
  - Államfő – Jan Brand (1864–1888), lista
- Szokoto Kalifátus (monarchia)
  - Uralkodó – Mu'azu (1877–1881)
  - Kormányfő – Abdullah bin Muhammad Fodiye (1874–1886)
- Szváziföld (monarchia)
  - Uralkodó – IV. Dlamini király (1875–1889)
- Transvaal Köztársaság (köztársaság)
- Brit annexió 1877–1881 között.
- Vadai Birodalom
  - Uralkodó – Juszuf kolak (1874–1898)
- Wassoulou Birodalom (monarchia)
  - Uralkodó – Samori Ture, császár (1878–1898)

## Dél-Amerika
- Argentína (köztársaság)
  - Államfő – Nicolás Remigio Aurelio Avellaneda (1874–1880), lista
- Bolívia (köztársaság)
  - Államfő – Hilarión Grosolé Daza (1876–1879), lista
- Brazil Császárság (monarchia)
  - Uralkodó – II. Péter császár (1831–1889)
- Chile (köztársaság)
  - Államfő – Aníbal Pinto (1876–1881), lista
- Ecuador (köztársaság)
  - Államfő – Ignacio de Veintemilla (1876–1883), lista
- Kolumbia (köztársaság)
  - Államfő –
    1. Aquileo Parra (1876–1878)
    2. Julián Trujillo Largacha (1878–1880), lista
- Paraguay (köztársaság)
  - Államfő –
    1. Higinio Uriarte (1877–1878)
    2. Cándido Bareiro (1878–1880), lista
- Peru (köztársaság)
  - Államfő – Mariano Ignacio Prado (1876–1879), lista
- Uruguay (köztársaság)
  - Államfő – Lorenzo Latorre (1876–1880), lista
- Venezuela (köztársaság)
  - Államfő –
    1. Francisco Linares Alcántara (1877–1878)
    2. José Gregorio Valera (1878–1879), lista

## Észak- és Közép-Amerika
- Amerikai Egyesült Államok (köztársaság)
  - Államfő – Rutherford B. Hayes (1877–1881), lista
- Costa Rica (köztársaság)
  - Államfő – Tomás Guardia Gutierrez (1876–1882), lista
- Dominikai Köztársaság (köztársaság)
  - Államfő –
    1. Buenaventura Báez (1876–1878)
    2. Ignacio María González (1878), ideiglenes
    3. Államtitkári Tanács (1878–1879), lista
- Salvador (köztársaság)
  - Államfő – Rafael Zaldívar (1876–1884), lista
- Guatemala (köztársaság)
  - Államfő – Justo Rufino Barrios (1873–1885), lista
- Haiti (köztársaság)
  - Államfő – Pierre Théoma Boisrond-Canal (1876–1879), lista
- Honduras (köztársaság)
  - Államfő – Marco Aurelio Soto (1876–1883), lista
- Kanada (parlamentáris monarchia)
  - Uralkodó – Viktória királynő (1837–1901)
  - Kormányfő –
    1. Alexander McKenzie (1873–1878)
    2. John A. Macdonald (1878–1891), lista
- Mexikó (köztársaság)
  - Államfő – Porfirio Díaz (1877–1880), lista
- Nicaragua (köztársaság)
  - Államfő – Pedro Joaquín Chamorro (1875–1879), lista

## Ázsia
- Aceh Szultánság (monarchia)
  - Uralkodó – Alauddin Muhammad Da'ud Syah II (1875–1903)
- Afganisztán (monarchia)
  - Uralkodó – Ser Ali Kán emír (1868–1879)
- Bhután (monarchia)
  - Uralkodó –
    1. Dzsigme Namgyal (1877–1878)
    2. Kicep Dordzsi Namgyal druk deszi (1878–1879)
- Buhara
  - Uralkodó – Mozaffar al-Din kán (1860–1885)
- Dálai Emírség (monarchia)
  - Uralkodó –
    1. Abdallah bin Muhammad al-Amiri (1874–1878)
    2. Ali bin Mukbil al-Amiri (1878–1886)
- Dzsebel Sammar (monarchia)
  - Uralkodó – Muhammad bin Abdullah (1869–1897), Dzsebel Sammar emírje
- Csoszon (monarchia)
  - Uralkodó – Kodzsong király (1863–1897)
- Hiva
  - Uralkodó – II. Muhammad Rahím Bahadúr kán (1864–1910)
- Japán (császárság)
  - Uralkodó – Mucuhito császár (1867–1912)
- Kína
  - Uralkodó – Kuang-hszü császár (1875–1908)
- Maszkat és Omán (abszolút monarchia)
  - Uralkodó – Turki szultán (1871–1888)
- Nepál (alkotmányos monarchia)
  - Uralkodó – Szurendra király (1847–1881)
  - Kormányfő – Ranodip Szing Kunvar (1877–1885), lista
- Oszmán Birodalom (monarchia)
  - Uralkodó – II. Abdul-Hamid szultán (1876–1909)
  - Kormányfő –
    1. İbrahim Edhem pasa (1877–1878)
    2. Ahmed Hamdi pasa (1878)
    3. Ahmed Vefik pasa (1878)
    4. Mehmed Sadık pasa (1878)
    5. Mehmed Rüşdi pasa (1878)
    6. Saffet pasa (1878)
    7. Hayreddin pasa (1878–1879), lista
- Perzsia (monarchia)
  - Uralkodó – Nászer ad-Din sah (1848–1896)
- Sziám (parlamentáris monarchia)
  - Uralkodó – Csulalongkorn király (1868–1910)

## Óceánia
- Tonga (monarchia)
  - Uralkodó – I. Tupou király (1875–1893)
  - Kormányfő – Tēvita ʻUnga (1876–1879), lista